# Güell Foundation
La Fundación Güell es una organización sin ánimo de lucro para artistas de Cataluña, creada en agosto de 1957 por Joan Antoni Güell i López, Conde de Güell. Desde sus inicios su objetivo principal ha sido el de apoyar económicamente mediante becas a pintores, escultores, músicos y otros artistas y estudiantes de arte, principalmente catalanes, pudiendo incluir a otros de la Comunidad Valenciana y de Baleares .
La fundación también ha participado en otras actividades artísticas, ha colaborado con museos e instituciones de arte, y con un fondo de arte. La principal actividad que ha venido desarrollando la fundación, en la que ha concentrado la mayor parte de su rendimiento económico, ha sido la concesión de becas a jóvenes artistas y estudiantes de arte, concediendo actualmente becas en los campos de la música, la pintura, la escultura y el dibujo.
Cabe destacar que este actividad está realizada con el pleno apoyo de los miembros que integran el Patronato, tanto institucionales como privados. Los miembros institucionales son prestigiosas entidades culturales, tales como la Real Academia Catalana de Bellas Artes de Sant Jordi, el Real Círculo Artístico de Barcelona, el Círculo de Arte de San Lucas y el Orfeón Catalán .
Cada año se otorga una beca a un candidato en cada categoría convocada, según lo acuerde la selección del jurado. Pretende ser un reconocimiento al esfuerzo y al estudio, y una beca para empezar a desarrollar su vocación.

## Algunos de los Artistas Becados por la Fundación[1]
- 1974 - Pintura : Alfonso Costa Beiro, Bayod Serafini, Luis Fraile, Antonio Alegre Cremades
- 1975 - Música : Francesc Civil, Josep Valls
- 1976 - Música : Josep Valls Royo
- 1980 - Música : Josep M. Vaqué Vidal
- 1982 - Pintura : Romà Panadès Anton, Música : Jordi Camell Ilari
- 1983 - Escultura : Alicia Alegre
- 1984 - Pintura : Leticia Feduchi, Música : Nuria Cullell Ramis
- 1985 - Escultura : Jaime de Cordoba
- 1986 - Pintura : Jordi Isern, Música : María Antonia Juan Nebot
- 1987 - Escultura : Josep Ignasi Alegre Barenys
- 1988 - Pintura : José María Lojo Mestre, Música : Josep M. Vila i Torrens
- 1989 - Escultura : Teresa Riba Tomás
- 1990 - Música : Jordi Rife Santaló, Pintura : Neus Martín Royo
- 1991 - Escultura : Albert Vall Martínez
- 1992 - Pintura : Monica Castanys Font, Música : Francesc Puig Forcada
- 1993 - Escultura : Judith Corominas Ayala, Pintura : Casos Eulalia Borrut
- 1994 - Música : Isabel Maynes i Miracle, Escultura : Silvia Vilaseca Vilaseca
- 1995 - Pintura : Maria del Mar Saiz Ardanaz, Escultura : Mercè Bessó Carreras
- 1996 - Grabado : Jesús Francisco Cortaguera, Pintura : Hugo Bustamante Isla, Escultura : Rebeca Muñoz Carrilero
- 1997 - Pintura : Marta Lafuente i Cuenca
- 1998 - Escultura : Jordi Egea Izquierdo
- 1999 - Pintura : Laura Badell Giralt
- 2000 - Escultura : Rosa M. Bessó Carreras